# بطولة سيرجيبانو 2013
بطولة سيرجيبانو 2013 هو موسم من بطولة سيرجيبانو ‏، كانت النسخة 90 من دوري كرة القدم في سيرجيبي، بدأ الدوري في 13 يناير، وانتهى في 19 مايو، أشرف على تنظيمه Federação Sergipana de Futebol ‏، وكان عدد الأندية المشاركة فيه 10، وفاز فيه Club Sportivo Sergipe ‏.